# Майкл Вайсс (плавець)
Майкл Вайсс (англ. Michael Weiss, 23 травня 1991) — американський плавець.
Призер Чемпіонату світу з водних видів спорту 2015 року.
Чемпіон світу з плавання на короткій воді 2012, 2014 років.
Призер Панамериканських ігор 2015 року.
Переможець літньої Універсіади 2013 року.